# دیو بوث
دیو بوث (انگلیسی: Dave Booth؛ زادهٔ ۲ اکتبر ۱۹۴۸) بازیکن فوتبال اهل بریتانیا است.
از باشگاه‌هایی که در آن بازی کرده‌است می‌توان به باشگاه فوتبال بارنزلی و باشگاه فوتبال گریمزبی تاون اشاره کرد.